# Joost Swarte

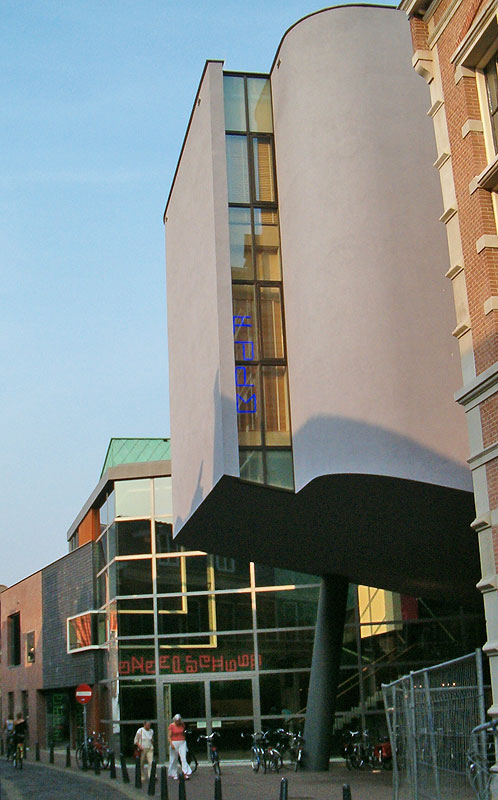
Toneelschuur Haarlem, Joost Swarte 1996

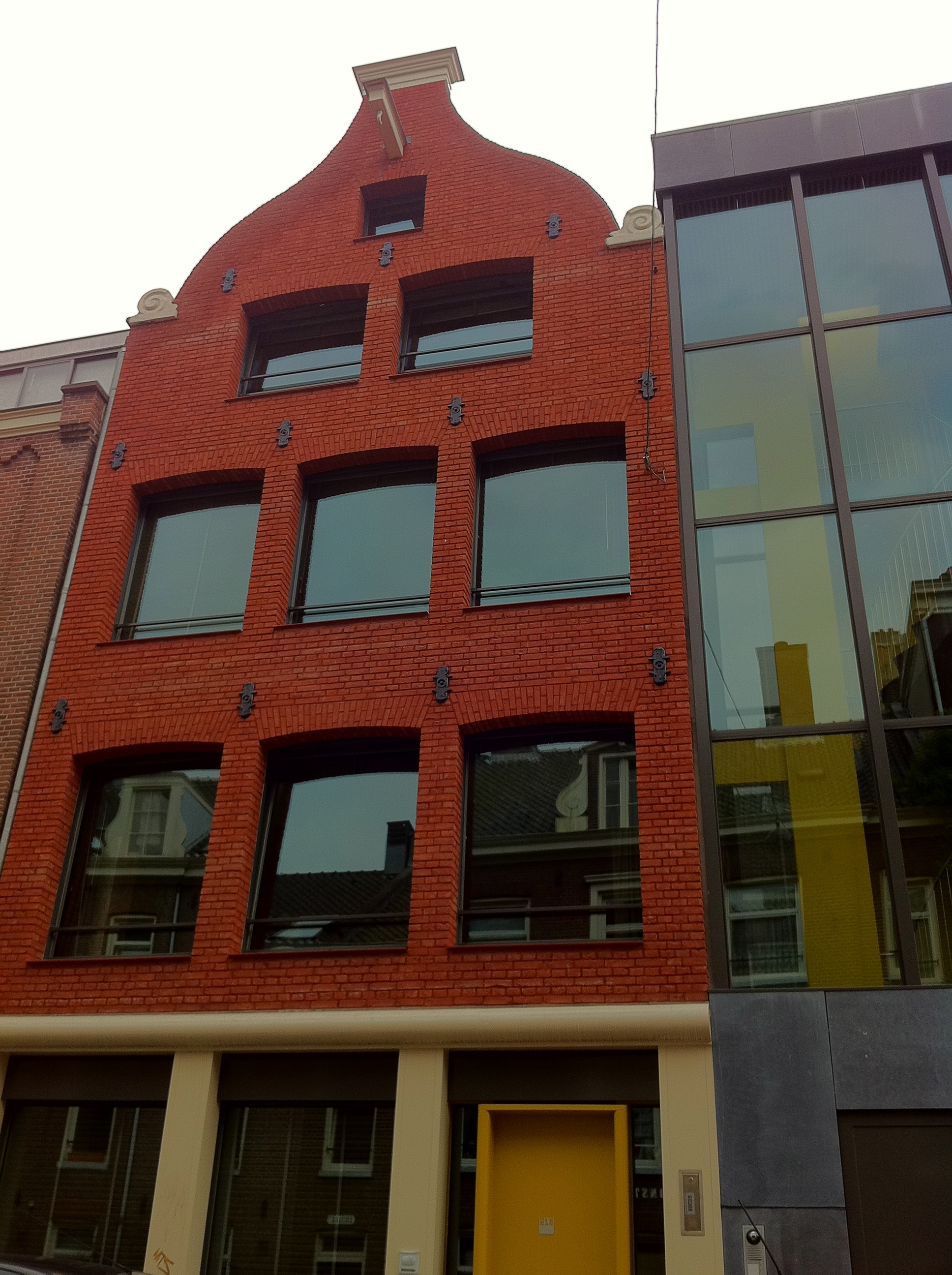
Joost Swarte-huis, Willemsstraat Amsterdam in opdracht van Ymere

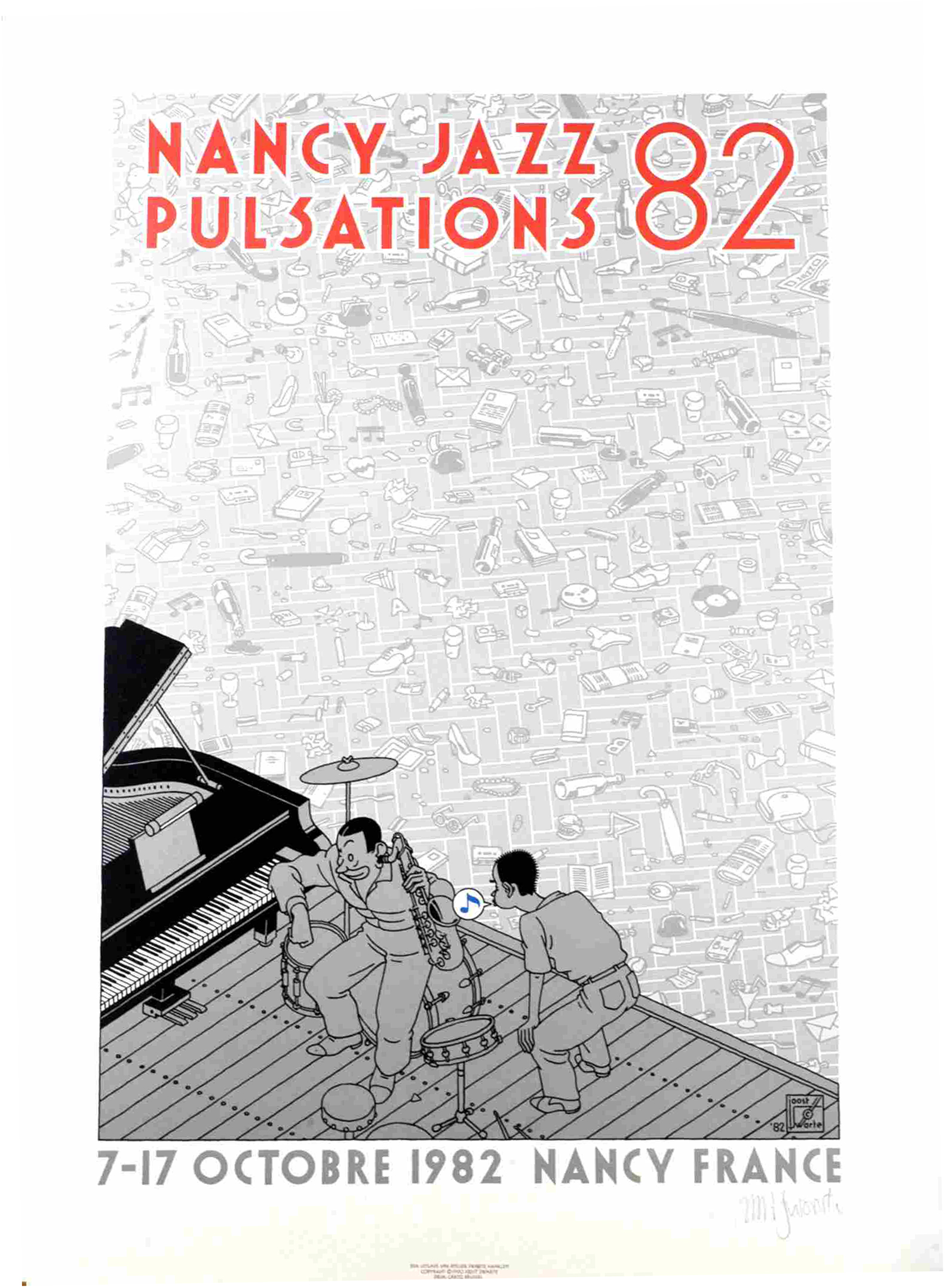
Affiche voor het jazzfestival van Nancy, 1982

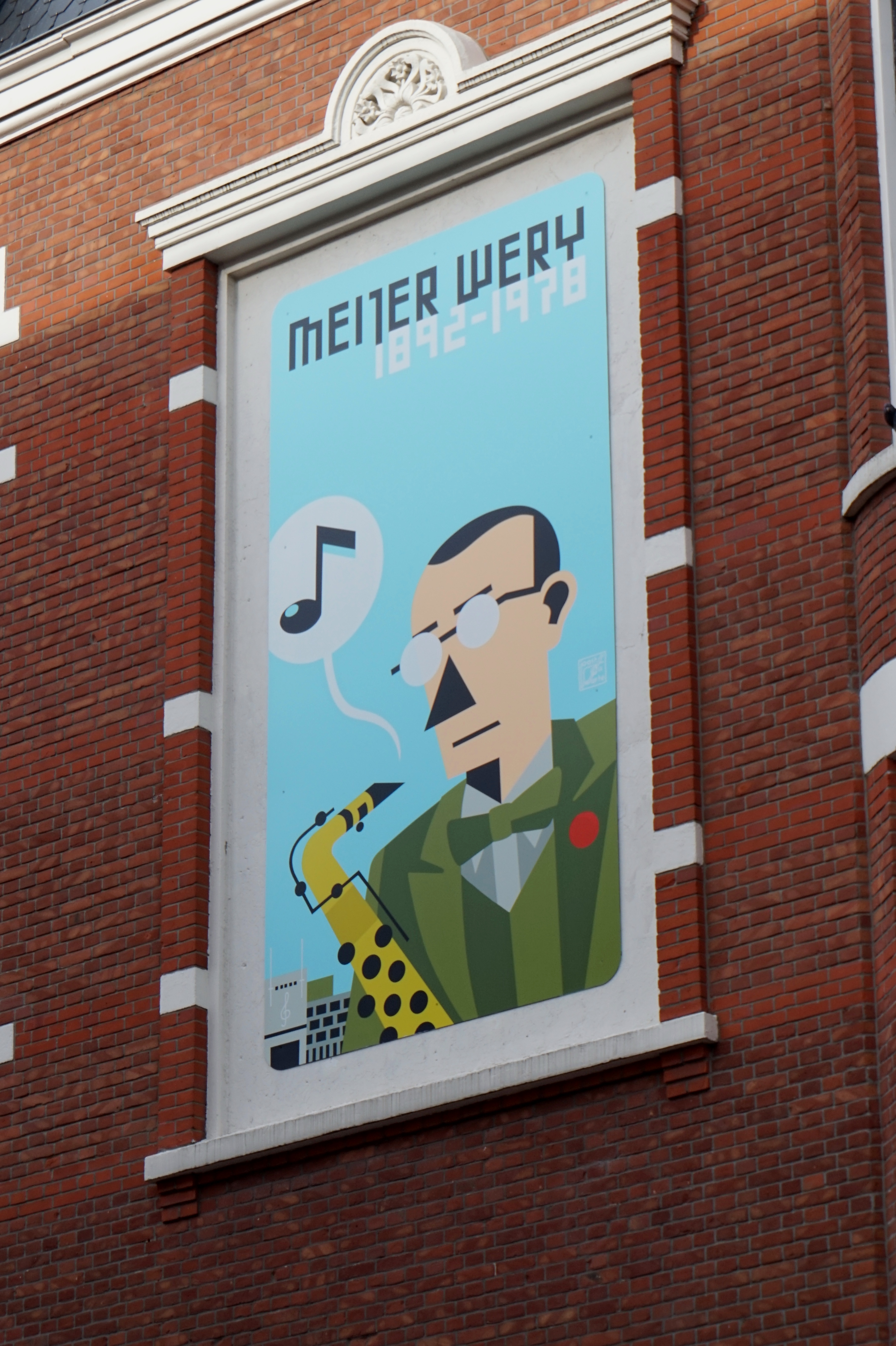
Muurschildering met portret van Meijer Wery aan de Jazzroute Rotterdam

Joost Swarte (Heemstede, 24 december 1947) is een Nederlands striptekenaar en grafisch ontwerper. Hij bedacht de term klare lijn om de tekenstijl van de Belgische stripmeester Hergé te omschrijven.

## Loopbaan
Joost Swarte studeerde voor industrieel ontwerper in Eindhoven en begon met het tekenen van strips en grafiek aan het einde van de jaren zestig. In 1971 begon hij zijn eigen striptijdschrift Modern Papier en leverde geregeld bijdragen aan bladen als Aloha en Tante Leny presenteert!
Figuren en series van Swarte zijn: Katoen en Pinbal, Jopo de Pojo, Anton Makassar, Dr Ben Cine en Niet Zo, Maar Zo. Maar Swarte is het meest bekend geworden door zijn talloze tekeningen, postzegels, posters, ansichtkaarten, lp- en cd-hoesjes en door zijn ontwerpen voor omslagen van bladen (zoals voor het Nederlandse weekblad Vrij Nederland, het Belgische weekblad Humo en het Italiaanse architectuurtijdschrift Abitare).
Internationale erkenning kreeg hij zo rond 1980 toen hij voor het eerst meedeed aan de internationale striptentoonstelling 'Salon International de la Bande Dessinée' in Angoulême (Frankrijk). ("la Bande Dessinée" was in de tweede helft van de jaren negentig ook de naam van Fay Lovsky's muzikale begeleiding)
Zijn werk is vertaald in het Engels, Frans, Spaans, Italiaan en Duits. Swarte, Hors Serie, een overzicht van zijn werk is uitgebracht door Futuropolis (Parijs) in 1984.
Midden jaren tachtig richtte hij samen met Hansje Joustra uitgeverij Oog & Blik op. Deze uitgeverij richtte zich hoofdzakelijk op het uitgeven van auteurstrips en prentenboeken van bekende tekenaars. Daarnaast werden ook veel zeefdrukken van Swarte via deze weg in de Benelux verspreid.
Behalve strips en grafisch ontwerpen zoals postzegels, ontwerpt Joost Swarte ook meubilair, glas-in-loodramen, muurschilderingen en andere objecten. Voor Haarlem heeft hij zelfs in samenwerking met Mecanoo Architecten een theater ontworpen, de Schuur. Om de hoek van de Schuur is het Johan Enschedé Hof te vinden. Voor dit hofje maakte Swarte een groot glas-in-loodraam. Joost Swarte ontwierp ook het nieuwe tapijt voor de Gravenzaal van het Stadhuis van Haarlem. Hij ontwierp ook, in samenwerking met architect Sytze Visser, vier bijzondere huurappartementen in de Willemsstraat in de Jordaan te Amsterdam. Deze luxe appartementen werden in 2010 opgeleverd. Swarte heeft samen met zijn gezin een maand proefgewoond in een van de appartementen.
In 1991 ging Joost Swarte met Fay Lovsky aan de slag voor hun album Jopo in Mono, gebaseerd op zijn stripfiguur "Jopo de Pojo". Hij concentreerde zich voornamelijk op het ontwerp van de cd-box en de illustraties van de liedteksten in het bijgesloten boekje, maar ook had hij een aandeel in het componeren van het nummer "Appellation controlée" en leverde hij vocale bijdragen aan "Yawn Blues" en "Passi Messa".
In 1992 was hij de initiatiefnemer van de Stripdagen Haarlem, een tweejaarlijks internationaal strip evenement gehouden in Haarlem. Swarte heeft talloze prijzen ontvangen voor zijn werk.
In 2004 werd Swarte door koningin Beatrix geridderd tot Officier in de Orde van Oranje-Nassau. Afgelopen jaren heeft Swarte veel illustraties gemaakt voor het tijdschrift The New Yorker. In 2007 ontwierp hij, zelf een voormalig scout, de Europapostzegel met als onderwerp 100 jaar scouting.
Bij het concipiëren van het nieuwe Hergé-museum in het Waals-Brabantse Louvain-la-Neuve maakte Swarte deel uit van het team dat het draaiboek ervoor opstelde. Ook tekende hij voor de scenografie van de verschillende tentoonstellingsruimtes. In de zomer van 2010 liep er een tentoonstelling rond het beeldend werk van stripauteur, scenograaf, illustrator en ontwerper Joost Swarte in het Hergé-museum. Naast tekeningen toonde men er ook glasramen naar Swartes ontwerp van een kloosterkapel te Grenoble, nu een bibliotheek van de Franse uitgeverij Glénat.
Midden 2014 vertrekken Joustra en Swarte naar een nieuwe uitgeverij, Scratch Books, waarbij Swarte ook betrokken is als adviseur.

## Tekenstijl
De stripauteur bedacht het begrip klare lijn als bepalend stijlkenmerk voor zijn werk eind jaren 70 bij een Hergé-tentoonstelling in Rotterdam, "Kuifje in Rotterdam". Swarte heeft het in dit verband over een uitgepuurde tekenstijl met als kenmerken: duidelijke contourlijnen, heldere kleurvlakken zonder perspectiefwerking via schaduw en zonder details. Dit geeft als effect een maximale en eenduidige leesbaarheid van de tekening. Behalve het werk van Hergé, had ook het werk van George McManus, de maker van de strip Bringing Up Father, invloed op de tekenstijl van Swarte. 
Bij de voorstelling van zijn verzamelbundel Bijna compleet, begin 2012, zei hij over zijn werk: In mijn strips probeer ik de vrijheid van de undergroundtekenaars te combineren met het vakmanschap van de oude meesters.

## Prijzen
- 1981 - Beste buitenlandse artiest op het Prix Saint-Michel in België
- 1998 - Stripschapprijs
- 2008 - Award of Exellence voor omslag voor The New Yorker van 20 augustus 2007 door Communication Arts Magazine[3]
- 2012 - Marten Toonderprijs
- 2018 - Vlag en Wimpel voor En toen De Stijl

## Trivia
Joost Swarte is een broer van poppenspeler, decorontwerper en regisseur Rieks Swarte. Hij is kleinzoon van organist/componist Jos de Klerk en neef van organist/componist Albert de Klerk.